# Douze études d'interprétation
Les Douze études d'interprétation sont un cycle pour piano de Maurice Ohana, comprenant douze pièces composées entre 1982 à 1985. Réparties en deux Livres, elles ont été créées à Londres, le 8 avril 1983 (pour le 1er livre) et à Paris, le 29 avril 1986 dans le cadre des « Mardis de France Musique » (pour le 2d livre).

## Présentation
| Premier livre | Second livre |
| 1. « Cadences libres » 2. « Mouvements parallèles » 3. « Agrégats sonores » 4. « Main gauche seule » (In memoriam Maurice Ravel) 5. « Quintes » 6. « Troisième pédale » | 7. « Septièmes » (In memoriam Béla Bartók) 8. « Secondes » 9. « Contrepoints libres » 10. « Neuvièmes » 11. « Sons confondus », pour piano et percussion (métaux) 12. « Imitations — Dialogues », pour piano et percussion (peaux) |

## Analyse
Selon Paul Roberts, dans ces Études pour piano, « l’instrument ne subit pas la musique, mais en est la source : il explore et découvre sans cesse sur le plan de la résonance, de la texture et du timbre ». Alain Poirier propose un rapprochement avec le premier cahier des Études de Claude Debussy, témoignant d'une influence « évidente dans les études consacrées à un intervalle — les secondes (no 8), quintes (no 5), septièmes (no 7) et neuvièmes (no 10) — précisément les seuls intervalles que n’avait pas abordés Debussy ».

## Discographie
- Douze études d'interprétation (1er livre, I à VI) par Marie-Josèphe Jude, Harmonia Mundi HMN 911569 (avec la Sonate pour piano de Dutilleux)